# Kaiavere (jezioro)
Kaiavere (est. Kaiavere järv) – jezioro w prowincji Jõgevamaa w gminie Palamuse. Położone jest około na północ od miejscowości Kaiavere. Ma powierzchnię 250 hektarów, średnią głębokość 2,8 m, a maksymalną 5. Przepływa przez nie rzeka Amme, która następnie przepływa przez jezioro Elistvere i wpada do Emajõgi. Jezioro zamieszkuje leszcz, płoć, okoń i szczupak.